# Gran Premio di superbike di Sugo 1995
Il Gran Premio di Superbike di Sugo 1995 è stata la nona prova su dodici del Campionato mondiale Superbike 1995, è stato disputato il 27 agosto sul Circuito di Sugo e ha visto la vittoria di Troy Corser in gara 1, mentre la gara 2 è stata vinta da Carl Fogarty.

## Risultati

### Gara 1

#### Arrivati al traguardo[3]
| Pos. | Nº | Pilota               | Motocicletta | Tempo     | Griglia | Punti |
| ---- | -- | -------------------- | ------------ | --------- | ------- | ----- |
| 1º   | 11 | Troy Corser          | Ducati       | 38:43.351 | 2º      | 25    |
| 2º   | 3  | Aaron Slight         | Honda        | +0:00.049 | 7º      | 20    |
| 3º   | 25 | Yasutomo Nagai       | Yamaha       | +0:00.449 | 4º      | 16    |
| 4º   | 24 | Keiichi Kitagawa     | Kawasaki     | +0:06.084 | 9º      | 13    |
| 5º   | 17 | Anthony Gobert       | Kawasaki     | +0:10.758 | 8º      | 11    |
| 6º   | 45 | Colin Edwards        | Yamaha       | +0:11.389 | 5º      | 10    |
| 7º   | 54 | Wataru Yoshikawa     | Yamaha       | +0:11.466 | 10º     | 9     |
| 8º   | 50 | Norihiko Fujiwara    | Yamaha       | +0:12.990 | 16º     | 8     |
| 9º   | 33 | John Reynolds        | Kawasaki     | +0:13.575 | 12º     | 7     |
| 10º  | 5  | Simon Crafar         | Honda        | +0:21.613 | 18º     | 6     |
| 11º  | 55 | Akira Ryō            | Kawasaki     | +0:22.915 | 13º     | 5     |
| 12º  | 58 | Yukio Nukumi         | Ducati       | +0:24.779 | 17º     | 4     |
| 13º  | 9  | Fabrizio Pirovano    | Ducati       | +0:29.410 | 19º     | 3     |
| 14º  | 8  | Piergiorgio Bontempi | Kawasaki     | +0:31.279 | 3º      | 2     |
| 15º  | 27 | Pierfrancesco Chili  | Ducati       | +0:34.937 | 15º     | 1     |
| 16º  | 4  | Andreas Meklau       | Ducati       | +0:36.699 | 20º     |       |
| 17º  | 57 | Katsuaki Fujiwara    | Kawasaki     | +0:41.250 | 6º      |       |
| 18º  | 56 | Noriyuki Haga        | Yamaha       | +0:42.744 | 21º     |       |
| 19º  | 43 | David Jefferies      | Kawasaki     | +0:53.385 | 24º     |       |
| 20º  | 12 | Mauro Lucchiari      | Ducati       | +1:01.072 | 22º     |       |
| 21º  | 64 | Hiroshi Maruyama     | Honda        | +1:03.135 | 27º     |       |
| 22º  | 70 | Toshiyuki Arakaki    | Honda        | +1:03.641 | 25º     |       |
| 23º  | 65 | Tamaki Serizawa      | Suzuki       | +1:03.948 | 31º     |       |
| 24º  | 67 | Toshiya Kobayashi    | Honda        | +1:05.060 | 30º     |       |
| 25º  | 62 | Tomohiko Kaneyasu    | Honda        | +1:13.485 | 29º     |       |
| 26º  | 71 | Takashi Toda         | Ducati       | +1:25.402 | 28º     |       |
| 27º  | 73 | Hideo Senmyo         | Honda        | +1 giro   | 34º     |       |
| 28º  | 63 | Katsunori Hasegawa   | Yamaha       | +1 giro   | 32º     |       |

#### Ritirati
| Nº | Pilota               | Motocicletta | Giri     | Griglia |
| -- | -------------------- | ------------ | -------- | ------- |
| 60 | Katsuyoshi Takahashi | Yamaha       | +9 giri  | 26º     |
| 52 | Shin'Ya Takeishi     | Honda        | +12 giri | 14º     |
| 28 | Gianmaria Liverani   | Ducati       | +14 giri | 23º     |
| 51 | Takuma Aoki          | Honda        | +18 giri | 11º     |
| 1  | Carl Fogarty         | Ducati       | +21 giri | 1º      |
| 19 | Adrien Morillas      | Ducati       | +23 giri | 33º     |

### Gara 2

#### Arrivati al traguardo[4]
| Pos. | Nº | Pilota               | Motocicletta | Tempo     | Griglia | Punti |
| ---- | -- | -------------------- | ------------ | --------- | ------- | ----- |
| 1º   | 1  | Carl Fogarty         | Ducati       | 38:32.450 | 1º      | 25    |
| 2º   | 25 | Yasutomo Nagai       | Yamaha       | +0:05.474 | 4º      | 20    |
| 3º   | 57 | Katsuaki Fujiwara    | Kawasaki     | +0:12.989 | 6º      | 16    |
| 4º   | 3  | Aaron Slight         | Honda        | +0:17.552 | 7º      | 13    |
| 5º   | 54 | Wataru Yoshikawa     | Yamaha       | +0:19.634 | 10º     | 11    |
| 6º   | 24 | Keiichi Kitagawa     | Kawasaki     | +0:19.950 | 9º      | 10    |
| 7º   | 51 | Takuma Aoki          | Honda        | +0:25.068 | 11º     | 9     |
| 8º   | 11 | Troy Corser          | Ducati       | +0:25.647 | 2º      | 8     |
| 9º   | 17 | Anthony Gobert       | Kawasaki     | +0:25.815 | 8º      | 7     |
| 10º  | 45 | Colin Edwards        | Yamaha       | +0:26.318 | 5º      | 6     |
| 11º  | 52 | Shin'Ya Takeishi     | Honda        | +0:27.287 | 14º     | 5     |
| 12º  | 33 | John Reynolds        | Kawasaki     | +0:28.229 | 12º     | 4     |
| 13º  | 8  | Piergiorgio Bontempi | Kawasaki     | +0:32.878 | 3º      | 3     |
| 14º  | 50 | Norihiko Fujiwara    | Yamaha       | +0:34.383 | 16º     | 2     |
| 15º  | 5  | Simon Crafar         | Honda        | +0:35.100 | 18º     | 1     |
| 16º  | 58 | Yukio Nukumi         | Ducati       | +0:36.799 | 17º     |       |
| 17º  | 55 | Akira Ryō            | Kawasaki     | +0:37.101 | 13º     |       |
| 18º  | 4  | Andreas Meklau       | Ducati       | +0:39.584 | 20º     |       |
| 19º  | 56 | Noriyuki Haga        | Yamaha       | +0:49.516 | 21º     |       |
| 20º  | 43 | David Jefferies      | Kawasaki     | +0:58.259 | 24º     |       |
| 21º  | 64 | Hiroshi Maruyama     | Honda        | +1:21.439 | 27º     |       |
| 22º  | 67 | Toshiya Kobayashi    | Honda        | +1:21.703 | 30º     |       |
| 23º  | 63 | Katsunori Hasegawa   | Yamaha       | +1:25.340 | 32º     |       |
| 24º  | 28 | Gianmaria Liverani   | Ducati       | +1:28.301 | 23º     |       |
| 25º  | 70 | Toshiyuki Arakaki    | Honda        | +1:33.057 | 25º     |       |
| 26º  | 65 | Tamaki Serizawa      | Suzuki       | +1 giro   | 31º     |       |
| 27º  | 73 | Hideo Senmyo         | Honda        | +1 giro   | 34º     |       |

#### Ritirati
| Nº | Pilota               | Motocicletta | Giri     | Griglia |
| -- | -------------------- | ------------ | -------- | ------- |
| 71 | Takashi Toda         | Ducati       | +5 giri  | 28º     |
| 60 | Katsuyoshi Takahashi | Yamaha       | +12 giri | 26º     |
| 27 | Pierfrancesco Chili  | Ducati       | +16 giri | 15º     |
| 12 | Mauro Lucchiari      | Ducati       | +23 giri | 22º     |
| 19 | Adrien Morillas      | Ducati       | +24 giri | 33º     |
| 62 | Tomohiko Kaneyasu    | Honda        | +24 giri | 29º     |
| 9  | Fabrizio Pirovano    | Ducati       | +25 giri | 19º     |